# Brandung (Roman)
Brandung ist ein Roman des deutschen Schriftstellers Martin Walser, der im Jahr 1985 veröffentlicht wurde. Er greift die Protagonisten Helmut und Sabine Halm aus Walsers Erfolgsnovelle Ein fliehendes Pferd auf und versetzt sie vom Bodensee nach Kalifornien, wo Halm eine Lehrprofessur an einem amerikanischen College annimmt, sich in eine Schülerin verliebt und nach persönlichen Niederlagen und dem Entschluss der Entsagung am Ende des Romans in die Heimat zurückkehrt.

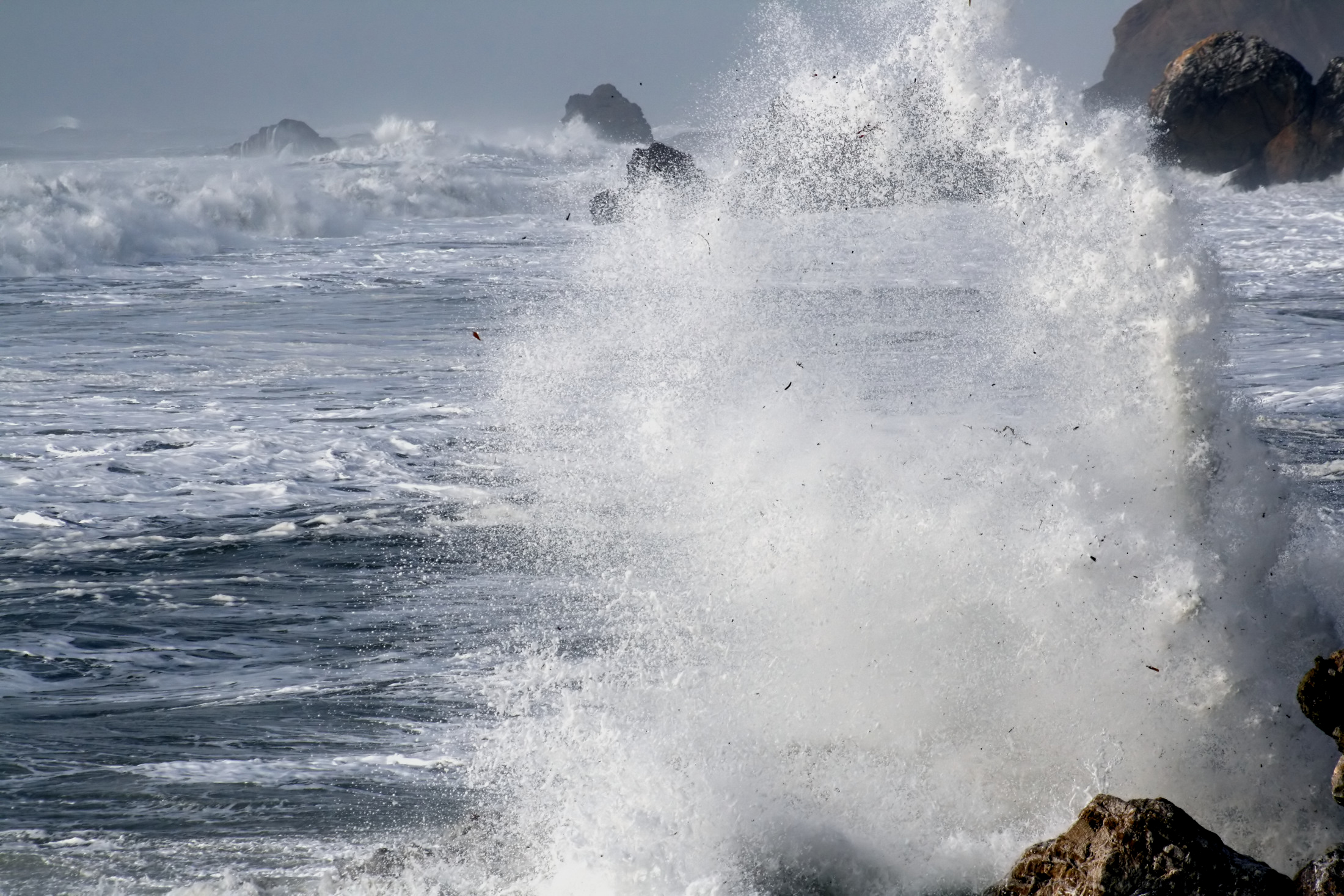
Brandungswelle des Pazifiks in Kalifornien

## Handlung
Den Englisch- und Deutschlehrer Helmut Halm erreicht zu Beginn der großen Ferien ein Anruf eines ehemaligen Studienkollegen mit der Bitte, stellvertretend für einen ausgefallenen Wissenschaftler einen Lehrauftrag an der Collegestufe der Washington University in Oakland zu übernehmen. Je länger sich Halm, der zunächst abgewehrt hat, die Sache überlegt, desto deutlicher wird ihm, dass er weder den stellvertretenden Schulleiter, der ihn sich als Opfer seiner Attacken ausgesucht zu haben scheint, noch die von ihm so titulierte „Spanische Fliege“, die ewig beleidigte Schulsekretärin, länger ertragen kann und Rainer Mersjohanns Bitte unbedingt nachkommen muss. So fliegt Halm mit seiner Frau Sabine und der Tochter Lena, die gerade eine gescheiterte Beziehung hinter sich hat, nach Kalifornien, während der alte Spaniel Otto in Deutschland bleiben muss.
Die erste Begegnung mit den Wogen des Ozeans nimmt beinahe ein böses Ende; Halm wird von der Brandung zu Boden geschleudert und seine grotesken Leiden in den nächsten Tagen nehmen sein Dasein als alter Mann vorweg. Mersjohann, den er Sabine als schmale, biegsame Apostelfigur geschildert hat, ist auch nicht wiederzuerkennen – ein freundlicher Alkoholiker, dessen Frau sich innerlich von ihm getrennt hat und dessen Sohn verschwunden ist. Die Halms machen Bekanntschaft mit dem Campusleben und seinen diversen illustren Gestalten. Sabine muss jedoch bald nach Stuttgart zurückkehren, da kurz nach dem Tod ihrer Mutter nun auch ihr Vater im Sterben liegt.
Helmut, der Fünfundfünfzigjährige, geht schnell auf die Avancen der zweiundzwanzigjährigen Studentin Fran Webb aus seinem Konversationskurs ein. Die von der Universitätssekretärin als „schöne Dumme“ bezeichnete Fran, ein All-American Girl mit, wie böse Zungen zusammenfassen, Porsche und Papa-Praxis in Pacific Heights, lässt ihn zwar ebenso wenig physisch näherkommen wie vor Jahren eine andere Schülerin in Deutschland – dieses Abenteuer hat er längst erzählend und gestehend mit Sabine aufgearbeitet –, beschäftigt ihn aber intensiv.
Während Europa im grauen Nebel versinkt und zum Kontinent der Agonien wird – am Schluss des Buches sind nicht nur die Schwiegereltern und der Schulleiter gestorben, sondern auch der Hund Otto ist überfahren worden –, kleidet sich Helmut unter der strahlenden Sonne Kaliforniens neu ein, entdeckt das Joggen und die gesunde Ernährungsweise für sich und arbeitet an einem Vortrag (über Heinrich Heines Laura und Asra, welche sterben, wenn sie lieben), der ihm nicht nur ein Extrahonorar einbringen, sondern auch das Mädchen aus dem Konversationskurs beeindrucken soll. Doch als er auf dem Podium steht, muss er feststellen, dass Fran nicht im Publikum ist. Sie hat den Termin offenbar gar nicht zur Kenntnis genommen. Bedrückt von dieser Erkenntnis und angeschlagen von einem Vormittag in der Hitze, bricht Halm in einem Anfall von Kreislaufschwäche zusammen.
Körperlich noch mehr lädiert wird er bei einer Abschiedsfeier, die Fran vor seiner Heimkehr nach Europa ausrichtet: Beim Tanzen stürzen die beiden so unglücklich, dass Halm eine Gesichtsverletzung erleidet, die genäht werden muss, und Fran sich den Knöchel bricht. So äußerlich übel zugerichtet, kehrt er nach Europa zurück – zurück in sein von der Verwandtschaft, die auf das Kapital aus ist, bedrohtes altes Haus, zurück zu den alten Möbeln, die man einst lieblos zusammengekauft hat, um nach einem Vierteljahrhundert festzustellen, dass eine Änderung sich nun auch nicht mehr lohnt, zurück zu den Kollegen, zurück zu Sabine.
Rainer Mersjohann ist durch Suizid gestorben, und kaum ist Halm wieder zu Hause, erreicht ihn Post aus Amerika: Fran, deren Krücken sich im Auto verkeilt haben und sie so auf dem Sitz festgehalten haben, ist in ihrem Wagen gestorben, der in die Brandung des Ozeans gestürzt ist. In einer Ringkomposition greift Walser am Schluss des Romans den ersten Satz wieder auf und lässt Helmut Sabine von seinen Erlebnissen zu berichten beginnen.

## Interpretation
Wie schon in der Novelle Ein fliehendes Pferd wird in diesem Roman dem Element Wasser die Aufgabe übertragen, für Klärung und „Richtigstellung“ der äußeren Verhältnisse zu sorgen.

## Hintergrund

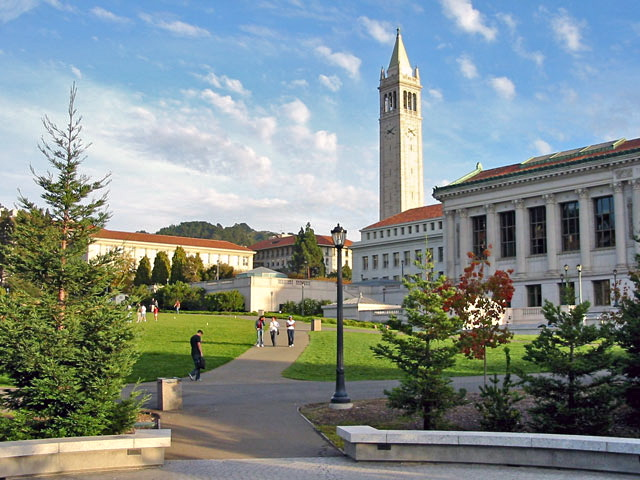
Der Campus der University of California in Berkeley

Walser verarbeitete in Brandung eigene Erfahrungen als Gastdozent an amerikanischen Colleges. So verbrachte er im Jahr 1983 vier Monate an der University of California in Berkeley, dem realen Vorbild der fiktiven Washington University des Romans. Auch ein weiter zurückliegender Vorfall wurde in den Roman eingearbeitet: Bei einer Tanzveranstaltung während seiner Gastprofessur beim Middlebury College in Vermont im Jahr 1973 wurde Hellmuth Karasek Zeuge, „wie Martin Walser […] wild mit einem Mädchen Walzer tanzte“, das sich beim folgenden Sturz das Bein brach. Karasek wertete Brandung als „Liebesgeschichte ihres Autors mit Amerika“.
Die Figur des Rainer Mersjohann hat ihr Vorbild in Uwe Johnson, mit dem Walser zur gemeinsamen Zeit der Gruppe 47 befreundet war. Die Freundschaft hatte sich Mitte der 80er Jahre abgekühlt, und Walsers Schilderung Mersjohanns war eine Replik auf die Figur Anselm Kristlein – Hauptperson vieler Romane Walsers –, unter deren Namen Uwe Johnson Walser in seinem Romanwerk Jahrestage persifliert hatte. Wieland Freund urteilte 2002, „die Schilderung Mersjohanns in Brandung“ sei „so geschmacklos wie jene des Kritikers André Ehrl-König in Tod eines Kritikers“, für die Marcel Reich-Ranicki Pate stand und die zu einer öffentlichen Kontroverse führte.

## Rezeption
Brandung wurde in den deutschsprachigen Feuilletons überwiegend positiv aufgenommen. Beatrice von Matt nannte den Roman „ein Buch, das einen lesesüchtig macht. […] Da schreibt wieder einmal einer einen großen Roman, wie wir ihn in dieser Art in deutscher Sprache seit Jahren nicht mehr kennen, ein Buch, das andere deutlich und unverkennbar überragt.“ Nach Ulrich Greiner bereite der Roman allerdings „keinen Lesegenuß eindeutiger Art. Die Geschichte beutelt den Leser, wie sie ihren Helden beutelt, bis dieser wörtlich mit einem blauen Auge davonkommt, während der blauäugige Leser am Ende ein bißchen trübe und betrübt dem Liegestuhl entsteigt.“ Er ließ offen, ob „[d]iese Überdeutlichkeit, diese sprachliche Üppigkeit, diese manchmal prahlerische, gefallsüchtige Prächtigkeit, dieses Rankenwerk aus Sätzen, Einfällen, Anekdoten, Haupt- und Nebengeschichten […] Kunst oder bloß Imponierprosa“ sei. Der Roman biete „Kunst statt Wirklichkeit, Sätze anstelle von Leben.“ Er sei „[g]espalten zwischen der Liebe und der Unfähigkeit zum Leben, zwischen lebensklugem Verzicht und feiger Lebensflucht.“
Entschiedener äußerte sich Hans Egon Holthusen, der sich vom „Thema der tödlich unglücklichen Liebe“ wie vom „Operieren mit literarischen Modellen und Referenzen“ an Goethes Werther erinnert fühlte. Er lobte die Beschreibung der Welt des Campus: „So brillant, so witzig, so genau ist diese Welt in unserer Literatur noch nicht vorgestellt worden“. Der Roman war für ihn „eine erzählerische Veranstaltung, die außerordentlich komplex und vielstimmig ist und den Anspruch auf Weltdarstellung mustergültig erfüllt.“ Hellmuth Karasek bezeichnete Brandung als „Buch über das Altern“: „Altwerden heißt, sich seine Erlebnisse schon vorher zu untersagen.“ Er fand in dem Roman „Kabinettstücke tödlicher Ironie“, die am wirkungsvollsten seien, wenn „die Egozentrik Halms ins Lächerliche“ überführt werde. Heinrich Vormweg sah Martin Walser in dem Roman „auf der Höhe all seiner Erzählkünste“ bei der Behandlung „eines allerdings sehr schwierigen und gewichtigen Themas“. Für Andrea Köhler gehörte Brandung bei einem Rückblick aus dem Jahr 2006 auf eine „Hitliste der besten deutschsprachigen Prosawerke der letzten 25 Jahre“.